# 张燮
張燮（1573年—1640年），字紹和，号汰沃，别號海濱逸史、逸史、岐海逸民、石隐主人、霏云主人、汰沃子、蓬蒿长、石户农等，明代學者，福建漳州龍溪縣人。著有《文集》和《東西洋考》、《群玉樓集》，参与编撰《漳州府志》和《海澄县志》，刊刻汉魏《七十二家文选》，黄宗羲称他为“万历间作手”。

## 生平
張燮生於萬曆元年（1573年），自幼通五经、览史鉴，萬曆二十二年（1594年）甲午科举人，見明末政治腐败，无意仕进。居家潜心著述。万历四十五年（1617年）写成《東西洋考》。天启年间，何乔远荐张燮入朝编修《神宗实录》，力辞不就。卒於崇禎十三年（1640年），享年六十八。

## 家族
高祖張綽，進士出身，官至刑部郎。父张廷榜，字登材，人号春宇先生，万历二年进士，曾任太平知县、镇江同知。